# غاز المستنقع

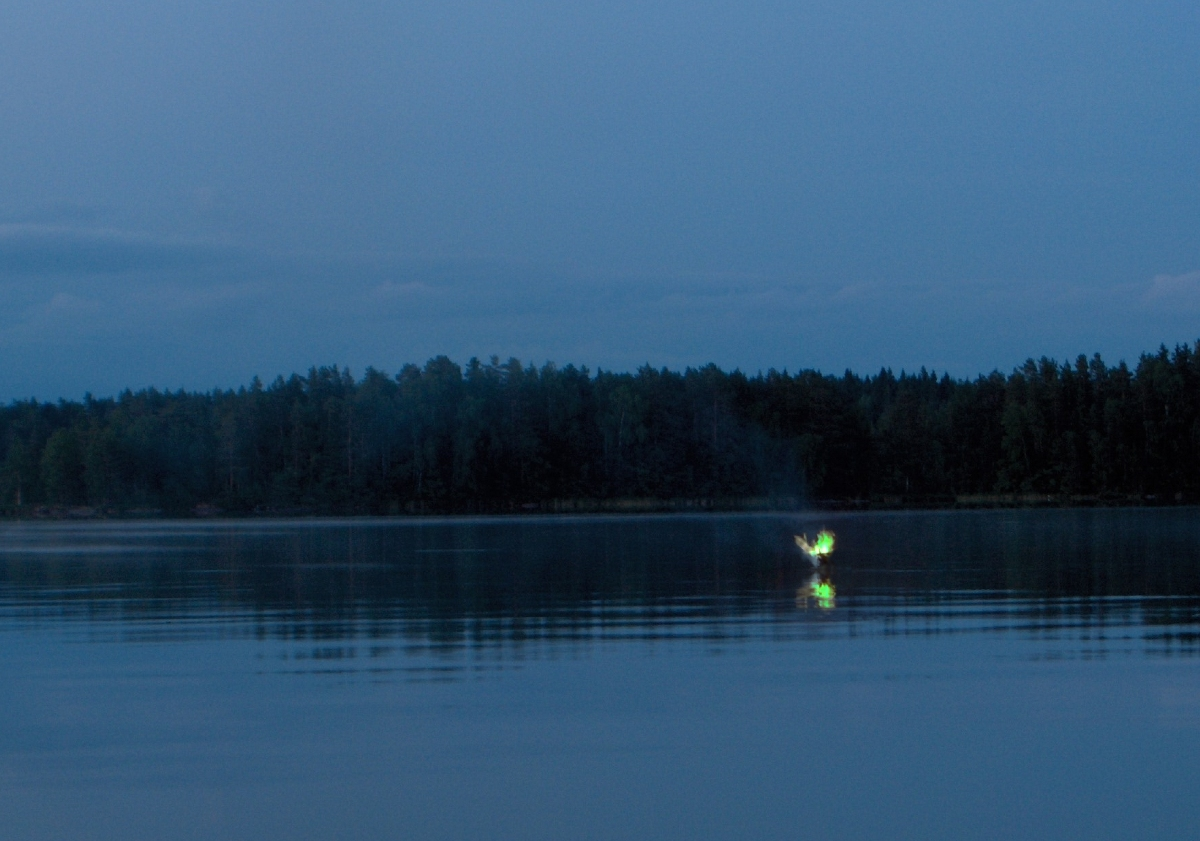

غاز المستنقع (بالإنجليزية: Marsh gas)‏ هو مزيج من الميثان وكبريتيد الهيدروجين وثاني أكسيد الكربون يتم إنتاجه بشكل طبيعي في بعض المستنقعات ومناطق الهور والرخاخ.
سطح المستنقعات هي في البداية تتحلل فيها النباتات المسامية لتشكل قشرة تمنع الأكسجين من الوصول إلى المواد العضوية المحاصرة. هذا هو الشرط الذي يسمح للهضم اللاهوائي وتخمير أي مادة نباتية أو حيوانية تنتج الميثان.
في بعض الحالات لا يوجد ما يكفي من الحرارة والوقود، والأكسجين للسماح بالاحتراق الذاتي تحت الأرض لتكون حرائق مستعرة لوقت طويل، كما حدث في محمية طبيعية في إسبانيا. يمكن أن تتسبب مثل هذه الحرائق في انخساف السطح، مما يشكل خطراً جسديًا لا يمكن التنبؤ به بالإضافة إلى تغييرات بيئية أو أضرار بالبيئة المحلية والنظام البيئي الذي تدعمه.